# Alcácer ibne Gaxir (distrito)
Alcácer ibne Gaxir (em árabe: قصر بن غشير‎; romaniz.: Qasr bin Ghashir) foi distrito da Líbia. Foi criado 1983, durante a reforma daquele ano, mas teve uma efêmera existência, pois na reforma de 1987 foi abolido e seu território foi absorvido pelos distritos vizinhos.